# Marina Piller
Marina Piller (* 17. November 1984 in Tolmezzo) ist eine ehemalige italienische Skilangläuferin. Sie war zwei Jahre wegen Dopings gesperrt.

## Werdegang
Piller nahm bei den Juniorenweltmeisterschaften 2002 in Schonach im Schwarzwald erstmals an einem internationalen Großereignis teil und wurde 35. im Massenstartrennen über 15 Kilometer, 45. im Sprint und 57. im Freistilrennen über fünf Kilometer. Bei den Juniorenweltmeisterschaften 2003 im schwedischen Sollefteå belegte sie den 37. Platz im Massenstartrennen über 15 Kilometer und den 38. Rang im Sprint. Bei ihren letzten Juniorenweltmeisterschaften 2004 im norwegischen Stryn wurde sie Achte im Freistilrennen über fünf Kilometer, 25. im Sprint und Achte mit der italienischen Staffel. Das Massenstartrennen über 15 Kilometer beendete sie nicht. Sie lief im Januar 2006 in Lago di Tesero ihr erstes Weltcuprennen, welches sie mit dem 56. Platz im 15-km-Massenstartrennen beendete. Bei den U23-Weltmeisterschaften 2007 in Tarvisio gewann sie Bronze über 10 km Freistil. Ihren ersten Weltcuppunkt holte sie in Rybinsk in der Saison 2007/08 mit dem 30. Platz im 15-km-Massenstartrennen. Von 2006 bis 2012 trat sie vorwiegend beim Skilanglauf-Alpencup an. Dabei holte sie fünf Siege und gewann in der Saison 2006/07 die Gesamtwertung. Bei der Tour de Ski 2012/13 erreichte sie den 42. Rang. Im Februar 2013 holte sie in Davos mit dem siebten Platz über 10 km Freistil ihr bisher bestes Weltcupeinzelergebnis. Ihre besten Resultate bei den nordischen Skiweltmeisterschaften 2013 im Val di Fiemme waren der achte Platz mit der Staffel und der fünfte Platz im Teamsprint. Über zehn Kilometer in der freien Technik belegte sie den 20. Platz. Die Saison 2012/13 beendete sie auf dem 66. Rang in der Weltcupgesamtwertung und damit ihr bisher bestes Weltcupgesamtergebnis. Ihre besten Platzierungen bei den Olympischen Winterspielen 2014 in Sotschi waren der 16. Rang im Skiathlon und der achte Platz mit der Staffel. Die Platzierungen wurden ihr später wegen Dopings wieder aberkannt. Bei den italienischen Skilanglaufmeisterschaften 2014 erreichte sie den zweiten Platz über 30 km Freistil und 10 km klassisch. Im Skiathlon wurde sie italienische Meisterin. Bei den nordischen Skiweltmeisterschaften 2015 in Falun errang sie den 40. Platz im Skiathlon, den 13. Rang über 10 km Freistil und den neunten Platz mit der Staffel. Anschließend beendete sie ihre Karriere.
Nach ihrer Karriere wurde sie für die Kalenderjahre 2017 und 2018 wegen der Werte in ihrem Blutpass gesperrt. Daraufhin wurden ihr auch die Platzierungen von November 2013 bis Februar 2015, darunter die Ergebnisse bei den Olympischen Winterspielen 2014, der Militär-Skiweltmeisterschaft 2014 und den Skiweltmeisterschaften 2015, rückwirkend aberkannt.

## Siege bei Continental-Cup-Rennen
| Nr. | Datum            | Ort          | Disziplin           | Serie    |
| --- | ---------------- | ------------ | ------------------- | -------- |
| 1.  | 7. Januar 2007   | Cogne        | 5 km Freistil       | Alpencup |
| 2.  | 10. Februar 2007 | Oberstdorf   | 10 km Skiathlon     | Alpencup |
| 3.  | 17. Februar 2007 | Medvode      | 5 km Freistil       | Alpencup |
| 4.  | 27. Februar 2007 | Obertilliach | 5 km Freistil       | Alpencup |
| 5.  | 13. Januar 2008  | Klosters     | 10 km Freistil Mst. | Alpencup |

## Weltcup-Statistik
Die Tabelle zeigt die erreichten Platzierungen im Einzelnen.
- 1.–3. Platz: Anzahl der Podiumsplatzierungen
- Top 10: Anzahl der Platzierungen unter den ersten zehn
- Punkteränge: Anzahl der Platzierungen innerhalb der Punkteränge
- Starts: Anzahl gelaufener Rennen in der jeweiligen Disziplin
- Hinweis: Bei den Distanzrennen erfolgt die Einordnung gemäß FIS.

| Platzierung         | Distanzrennen a | Distanzrennen a | Distanzrennen a | Distanzrennen a | Distanzrennen a | Skiathlon Verfolgung | Sprint | Etappen- rennen b | Gesamt | Team c | Team c  |
| Platzierung         | ≤ 5 km          | ≤ 10 km         | ≤ 15 km         | ≤ 30 km         | > 30 km         | Skiathlon Verfolgung | Sprint | Etappen- rennen b | Gesamt | Sprint | Staffel |
| ------------------- | --------------- | --------------- | --------------- | --------------- | --------------- | -------------------- | ------ | ----------------- | ------ | ------ | ------- |
| 1. Platz            |                 |                 |                 |                 |                 |                      |        |                   |        |        |         |
| 2. Platz            |                 |                 |                 |                 |                 |                      |        |                   |        |        |         |
| 3. Platz            |                 |                 |                 |                 |                 |                      |        |                   |        |        |         |
| Top 10              |                 | 1               |                 |                 |                 |                      |        |                   | 1      |        | 3       |
| Punkteränge         |                 | 2               | 1               | 1               |                 | 1                    |        |                   | 5      | 1      | 5       |
| Starts              | 7               | 13              | 5               | 3               |                 | 9                    | 10     | 1                 | 48     | 1      | 5       |
| Stand: Karriereende |                 |                 |                 |                 |                 |                      |        |                   |        |        |         |